# Festivalbar 1994
Il trentunesimo Festivalbar si svolse durante l'estate del 1994 in 8 puntate, registrate presso Piazza del Popolo ad Ascoli Piceno, l'Arena Alpe Adria a Lignano Sabbiadoro e Piazza degli Scacchi a Marostica, sede della finalissima.
Venne condotto da Amadeus e Federica Panicucci.
Il vincitore assoluto dell'edizione fu Umberto Tozzi con il brano Io muoio di te, mentre Miguel Bosé vinse la sezione album con Sotto il segno di Caino e Laura Pausini si aggiudicò il Premio Europa.
La manifestazione era abbinata al concorso Elite Model Look, che in quell'edizione venne vinto da Elenoire Casalegno.
In questa edizione è stato ospitato fuori concorso il comico Giorgio Faletti, che ha interpretato la canzone Perso nel mambo.

## Cantanti partecipanti
- Umberto Tozzi - Io muoio di te e Lei
- Miguel Bosé - Se tu non torni
- Laura Pausini - Gente
- Jovanotti - Serenata rap
- Lucio Dalla - Don't touch me e Latin lover
- Corona - The Rhythm of the Night
- Cappella - Move on baby/U & me/You got to let the music
- Mango - Soli nella notte, Giulietta e Goccia a goccia
- La Bouche - Sweet Dreams
- Paolo Vallesi - Non mi tradire
- Irene Grandi - Tvb
- Giorgia - Nessun dolore e Nasceremo
- Joe Cocker - The simple things
- Renzo Arbore e l'Orchestra Italiana - L'hai voluto te
- Fiorello - Il cielo
- Francesco Baccini - Lei sta con te
- Luca Barbarossa - Cellai solo te
- Spagna - Lady Madonna
- Bon Jovi - Keep the Faith e Always
- Edoardo Bennato - In nome del popolo italiano
- Vernice - Quando tramonta il sole
- Audio 2 - Sì che non sei tu
- Marco Milano - Mandi Mandi (sei bellissima, simpaticissima)
- Ice Mc - Think about the Way
- Gino Paoli - Gorilla al sole
- Marie Claire D'Ubaldo - The Rhythm Is Magic
- Jam & Spoon feat. Plavka - Right in the night/Find me
- 2 Unlimited - The real thing
- Bracco Di Graci - Uomo
- 883 - Chiuditi nel cesso
- Caterina - Aeroplano e Favola semplice
- Björk - Big Time Sensuality
- Amedeo Minghi - Mio sole mio
- Roxette - Sleeping in My Car
- Mietta - Cambia pelle
- Matia Bazar - Chi vuol esser lieto sia
- B-nario - Battisti
- Yazz - Have mercy
- Tori Amos - Conrflake girl
- Nikki feat. 883 - L'ultimo bicchiere

## Organizzazione
Fininvest

## Direzione artistica
Vittorio Salvetti

## Ascolti TV
| Puntata          | Telespettatori | Share  |
| ---------------- | -------------- | ------ |
| 31 maggio 1994   | 5.554.000      | 22,34% |
| 7 giugno 1994    | 4.951.000      |        |
| 6 settembre 1994 | 4.444.000      |        |